# لعبة هاتف محمول

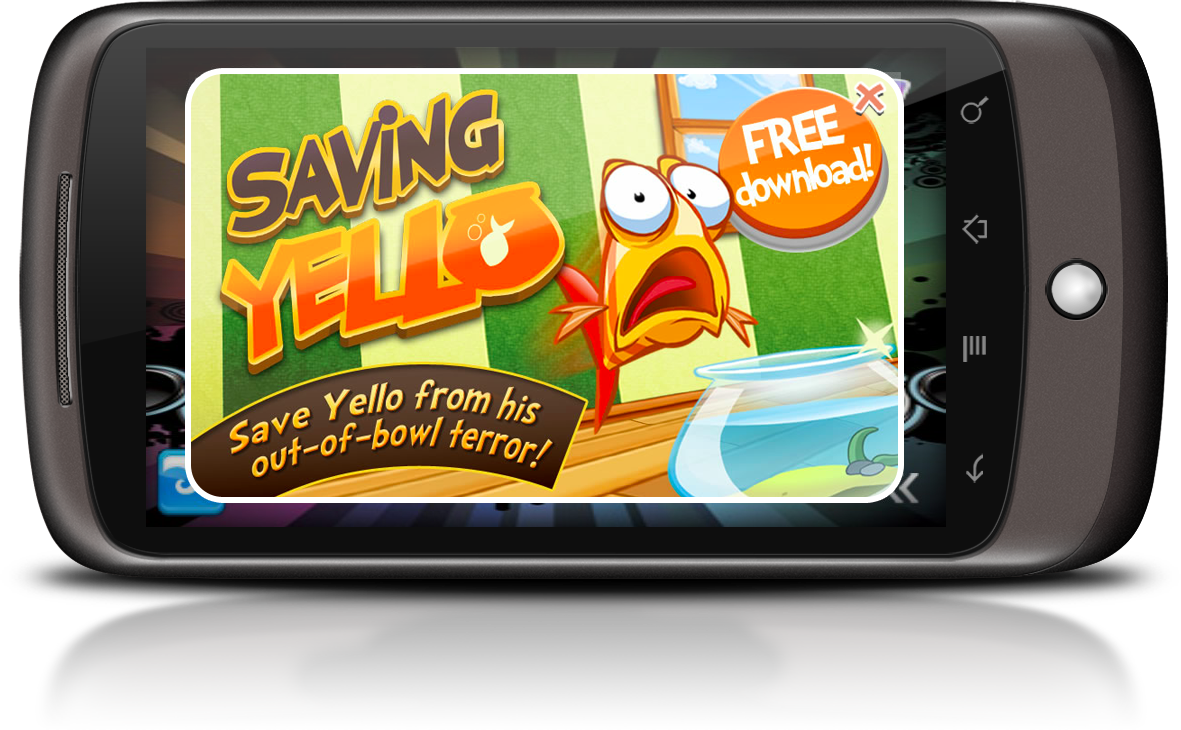
لقطة شاشة لأحد الإعلانات عن لعبة هاتف محمول

لعبة هاتف محمول هي لعبة فيديو تشغل عادة على الهاتف المحمول. ويشير المصطلح أيضا إلى جميع الألعاب التي يتم تشغيلها على أي جهاز محمول، بما في ذلك الألعاب التي يتم تشغيلها على جهاز محمول (الهاتف العادي أو الهاتف الذكي) أو الكمبيوتر اللوحي أو مساعد رقمي شخصي (PDA)